# Liangongo
 Liangongo  é uma vila e comuna angolana que se localiza na província de Moxico, pertencente ao município de Léua.